# Isleña de Aviación
Isleña de Aviación fue una aerolínea colombiana con base en Aeropuerto Internacional Gustavo Rojas Pinilla de la isla de San Andrés, en Colombia.

## Historia
En 1993 un grupo de accionistas privados dueños de hoteles en San Andrés fundaron la aerolínea con la idea de especializarse en el turismo nacional de la isla, también vincularon hoteles de la isla para organizar paquetes turísticos. La empresa comenzó con vuelos chárter, y después se adquirieron aeronaves Boeing 727-100 , con vuelos hacia Bogotá, Cali y Medellín. Luego se alquilaron aeronaves Boeing 727-200. Con el primer avión se comenzaron los vuelos el 6 de noviembre de 1993.

### Quiebra
En 1994 la aerolínea fue acusada por realizar vuelos ilegales en los que se transportaban narcóticos, y luego se ordenó su liquidación, sin haber cumplido un año de operaciones. Esto demostró la necesidad de suplir el mercado doméstico y de crear nuevas aerolíneas que compitieran con las demás aerolíneas del país, Avianca, SAM , Intercontinental de Aviación y ACES.

## Antiguos destinos
| Destinos           | Aeropuertos                                          |
| ------------------ | ---------------------------------------------------- |
| Bogotá             | Aeropuerto Internacional El Dorado                   |
| Cali               | Aeropuerto Internacional Alfonso Bonilla Aragón      |
| Isla de San Andrés | Aeropuerto Internacional Gustavo Rojas Pinilla (HUB) |
| Medellín           | Aeropuerto Internacional José María Córdova          |

## Flota histórica
Isleña operó los siguientes aviones durante su corta existencia:
| Aeronaves      | Total | Introducido | Retirado | Matrículas          |
| -------------- | ----- | ----------- | -------- | ------------------- |
| Boeing 727-100 | 1     | 1993        | 1994     | HK-3798X            |
| Boeing 727-200 | 2     | 1994        | 1994     | HK-3871X y HK-3872X |